# Vila Neumark
Vila Neumark je vila v Brně-Pisárkách, postavená v letech 1928–1929 podle projektu architekta Ernsta Wiesnera. Byla navržena pro brněnského židovského podnikatele Waltera V. Neumarka (1887–1939). Nachází se v ulici Vinařská 38, čp. 240. Vila je zjednodušenou variantou vily Stiassni.

## Historie a popis
Britský honorární konzul v Brně a významný textilní průmyslník a stavebník Walter V. Neumark si kromě přestavby továrny (v Přízově ulici v Brně) nechal od architekta Ernsta Wiesnera v roce 1929 navrhnout soukromou vilu.
Dům upoutá na první pohled červenou fasádou, která byla v době funkcionalismu přinejmenším nezvyklá, nicméně pro arch. Wiesnera typická. Cihlový barevný odstín tak vyrovnává formální jednoduchost stavby, jež je zdůrazňována v kombinaci s bílými nátěry okenních rámů, šambrán, mříží i zábradlí. Současná červená polychromie fasády vily odpovídá původnímu stavu, který se z části dochoval i v interiérech. Z vnitřního zařízení se však dochovaly pouze pevně zabudované části a pozůstatky především technického a sanitárního vybavení. Okna, nejspíš inspirovaná v Anglii, jsou výsuvná a horizontálně půlená.
Vila je postavena do tvaru půdorysu L. Mezi základní principy patří jižně směrovaný obytný trakt, k němuž přiléhá kolmé křídlo určené služebnictvu a servisu, schodišťová hala je umístěna podél severního průčelí, východně je vybudována otevřená lodžie, ložnice a obytné pokoje najdeme v patře. Vila je tedy rozdělena na obytnou část pro žijící rodinu a na provozní boční část, což se objevilo již u vily E. Münze. Hlavní vchod do domu je vprostřed delšího a většího traktu. Hned za dveřmi vlevo je vstup skrze předsíň do obytných přízemních prostor, vpravo se vchází po jednoramenném schodišti do patra. Druhý, vedlejší, vstup je umístěn v kratším křídle a přímo na něj navazuje točité schodiště, jež vede až do střešní nástavby. Z podest tohoto schodiště se vstupuje do pokojů určených personálu. V přízemí je současně klidová zóna a obývací pokoj, kuchyň a jídelna, zabudována je zde však i garáž. Střešní polopatro vily je obytné, lze odsud vejít na odpočinkovou terasu. Jihovýchodní rohy obou pater slouží mimo jiné i jako zimní zahrady, v nichž se nachází vchod na přízemní terasu a v patře na balkon. Komín je pouze jeden, zredukovány jsou také římsy, chybí kaskádovité řešení průčelí do zahrady.
Po smrti majitele se stala polovina objektu jeho děti a druhá polovina náležela vdově. Do roku 1980 byl dům, jež byl v té době již rozdělen na několik bytů, majetkem této rodiny. Poté přešel do vlastnictví Československa. V roce 1990 ho odkoupili tehdejší obyvatelé. Dnes je vila rozdělena na tři samostatné bytové jednotky, které jsou v osobním vlastnictví, stejně jako přilehlá zahrada. Vila není veřejnosti přístupná.